# Palazzo Carmagnola
Palazzo Carmagnola (già Broletto Nuovissimo dal 1786 al 1861) è un palazzo quattrocentesco di Milano, più volte rimaneggiato nei secoli successivi. Storicamente appartenuto al Sestiere di Porta Comasina, si trova in via Rovello 2.

## Storia e descrizione
Il palazzo originario venne realizzato nei primi anni del Quattrocento dai Visconti, che lo impiegarono come residenza di second'ordine, avendone a disposizione di più grandi e sfarzose. Già nel 1415 infatti venne donato da Filippo Maria Visconti, Duca di Milano, al Carmagnola, famoso condottiero del tempo, che si impegnò nella sua radicale ristrutturazione fra il 1420 e il 1425. Alla sua morte, avvenuta per decapitazione a Venezia nel 1432, il palazzo venne ereditato dalle figlie; qui nel 1465 si tenne la cerimonia con cui Genova prestava totale dedizione a Francesco Sforza, in chiave anti Savoia. Lodovico il Moro ne rivendica la proprietà già negli ultimi anni del XV secolo: lo otterrà per confisca, incamerandolo come regalia, successivamente alla morte di Pietro II Dal Verme, che a sua volta lo aveva ricevuto in eredità dalla madre Luchina Bussone, figlia del Carmagnola. In quegli anni il palazzo venne interessato da grossi lavori di risistemazione, che vedranno il completamento del palazzo con pregevoli colonnati molto simili a quelli del Monastero di Santa Maria del Lentasio e il suo passaggio, nel 1497, all'amante del Duca Cecilia Gallerani. Sotto la sua supervisione, parteciparono all'abbellimento del palazzo sia il Bramante che Leonardo, al quale è attribuibile anche la particolare meridiana disegnata nel terreno del secondo cortile.
Con l'entrata dei francesi a Milano, il palazzo passò nelle mani di questi ultimi; nel 1505 venne venduto da Carlo d'Amboise, governatore francese di Milano, a Francesco Bebulco, maestro delle entrate ordinarie. Dal 1605 assolse anche alla funzione di granaio pubblico. Nel 1714 alcuni locali vennero riadattati per ospitare gli uffici del Banco di Sant'Ambrogio; nuovi lavori vengono avviati a partire dal 1770, per adattare la struttura ad ospitare l'Archivio Civico, diretto dallo storico Giorgio Giulini. Nel 1773 viene trasferito qui da piazza Mercanti anche il Tribunale di Provvisione. Nel 1786 divenne invece il Broletto Novissimo, ovvero la sede municipale del comune di Milano, in sostituzione del Broletto Nuovo.
In età napoleonica ospitò la Prefettura Dipartimentale, in occasione della quale vennero avviati nuovi lavori di ristrutturazione. Con l'Unità d'Italia, nel 1861 vi fu una permuta fra il Comune e lo Stato, che vide uno scambio fra Palazzo Marino e Palazzo Carmagnola: il primo diveniva ora sede municipale, scelto sia per una questione di spazio che per una questione di prestigio e significato, il secondo veniva ad accogliere gli uffici del Demanio, subendo ulteriori rimaneggiamenti e adattamenti. Fra il 1890 e il 1893, in concomitanza coi lavori di realizzazione della via Dante, si assistette alla riedificazione del corpo di fabbrica che dava sulla via Rovello, con annesso rifacimento della facciata, prestando particolare attenzione perché non venisse stravolto eccessivamente l'aspetto del cortile maggiore, che ne risultava comunque amputato. A partire dal 1910, anno della demolizione dell'ex Monastero del Bocchetto, ospitò anche l'Ufficio del Bollo e del Registro, precedentemente collocati nell'ex struttura religiosa.
Fra il 1927 e il 1931 una convenzione fra il Comune e lo Stato sancisce il ritorno di Palazzo Carmagnola fra le proprietà del Comune di Milano. Dal 1937 vengono condotti nuovi restauri e adattamenti della struttura, perché possa ospitare le sale ricreative del dopolavoro dei dipendenti del Comune. In quel periodo inoltre i sotterranei del palazzo venivano utilizzati come sede dei servizi di controspionaggio del regime fascista. A partire dal 1943 vi si insedia invece (fino al 26 aprile 1945) la Legione Muti, comandata da Francesco Colombo. Nel 1947 il palazzo viene adattato da Ernesto Nathan Rogers e Marco Zanuso per ospitare la sede del Piccolo Teatro di Milano, fondato quello stesso anno da Paolo Grassi e Giorgio Strehler. Ai piani superiori sono invece collocati ancora oggi, come allora, alcuni uffici comunali.
Dell'edificio quattrocentesco rimangono i portici di uno dei due cortili, con i capitelli scolpiti in marmo, mentre il cortile a portici a sei arcate è già opera di un rifacimento ascrivibile ai primi del XVI secolo. Nel corso dell'ultimo recente restauro sono stati riportati alla luce affreschi della fine del XV secolo riferibili agli interventi del Bramante e di Leonardo da Vinci.